# Günther Sell
Günther Sell (* 15. August 1926) ist ein ehemaliger deutscher Fußballspieler.

## Werdegang
Sell begann seine Karriere beim Hamburger Verein Eimsbütteler TV. Im Jahre 1942 wurden die Eimsbütteler Meister der Gauliga Nordmark und scheiterten in der Endrunde um die deutsche Meisterschaft im Achtelfinale an Werder Bremen. Nach Kriegsende stieg Sell im Jahre 1948 mit Eimsbüttel in die seinerzeit erstklassige Oberliga Nord auf. Drei Jahre lang spielte Sell für Eimsbüttel, ehe er 1951 zum damaligen Zweitligisten Arminia Bielefeld, für die er in 30 Spielen fünf Tore erzielte.
Nach nur einem Jahr bei der Arminia wechselte Sell zum 1. SC Göttingen 05, für die er in neun Oberligaspielen ein Tor erzielte. Schließlich kehrte Sell im Jahre 1953 zum Eimsbütteler TV zurück. Im Jahre 1956 stieg der ETV aus der Oberliga Nord ab und Sell beendete seine Karriere. Für den ETV absolviert Sell in 128 Oberligaspielen 22 Tore.